# Tricongius ybyguara
Espèce
Synonymes
- Lygromma ybyguara Rheims & Brescovit, 2004

Tricongius ybyguara est une espèce d'araignées aranéomorphes de la famille des Prodidomidae.

## Distribution
Cette espèce est endémique du Minas Gerais au Brésil,. Elle se rencontre à Cordisburgo dans la grotte Gruta de Maquiné.

## Description
Le mâle holotype mesure 3,50 mm.

## Systématique et taxinomie
Cette espèce a été décrite sous le protonyme Lygromma ybyguara par Rheims et Brescovit en 2004. Elle est placée dans le genre Tricongius par Rodrigues et Rheims en 2020.

## Publication originale
- Rheims & Brescovit, 2004 : « A new cave spider of the genus Lygromma Simon (Araneae, Prodidomidae) from Minas Gerais, Brazil. » Revista Ibérica de Aracnología, no 9, p. 325-327 (texte intégral).